# Русаковская набережная
Русако́вская на́бережная находится на северо-востоке Москвы на правом берегу Яузы между Электрозаводским мостом и улицей Олений Вал, расположена в районе Сокольники.

## Происхождение названия

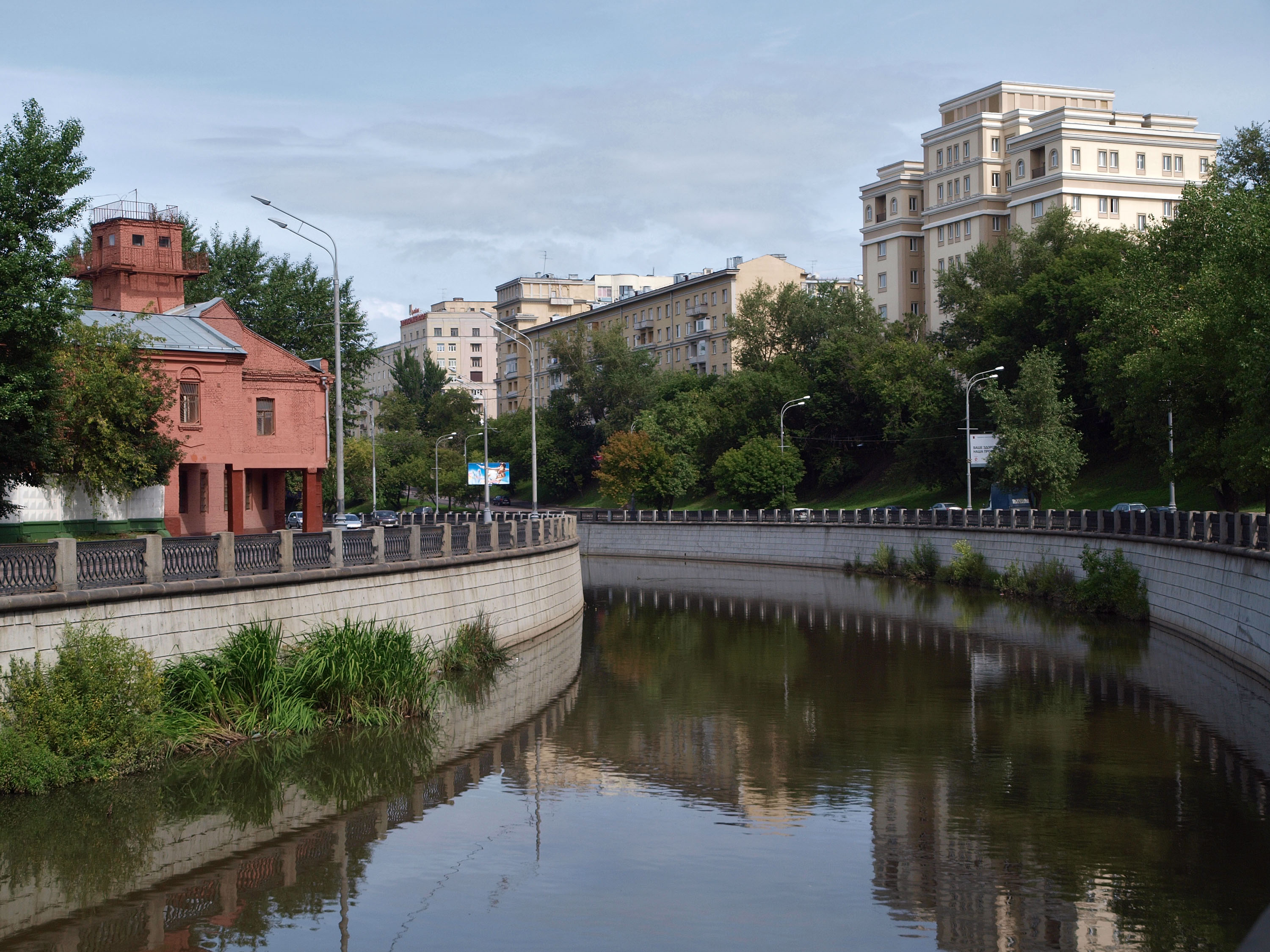
Яуза в районе Русаковской (слева) и Преображенской (справа) набережных. Слева — корпус трамвайного депо имени Русакова.

Название дано в 1936 году в честь Ивана Васильевича Русакова (1877—1921) — революционного деятеля, погибшего при подавлении антибольшевистского Кронштадтского мятежа. Один из создателей Народного комиссариата здравоохранения, профсоюза медработников Москвы, первых в городе детсада, детдома, станций юных натуралистов и техников. Также в честь Русакова носила Детская клиническая больница № 2, а ныне Детская городская клиническая больница Святого Владимира.
Современная набережная образована в 1936 году из бывших Старой Дворцовой и Лагерной набережных, в 1964 году к ним присоединена Матросская набережная. Старая Дворцовая набережная получила название по бывшему загородному Покровскому дворцу царя Алексея Михайловича (по этому дворцу названа Рубцовско-Дворцовая улица); Матросская набережная — по находившейся здесь Матросской слободе (также как и улица Матросская Тишина и Матросский мост); Лагерная — по месту лагеря 2-го учебного карабинерского полка.

## Описание

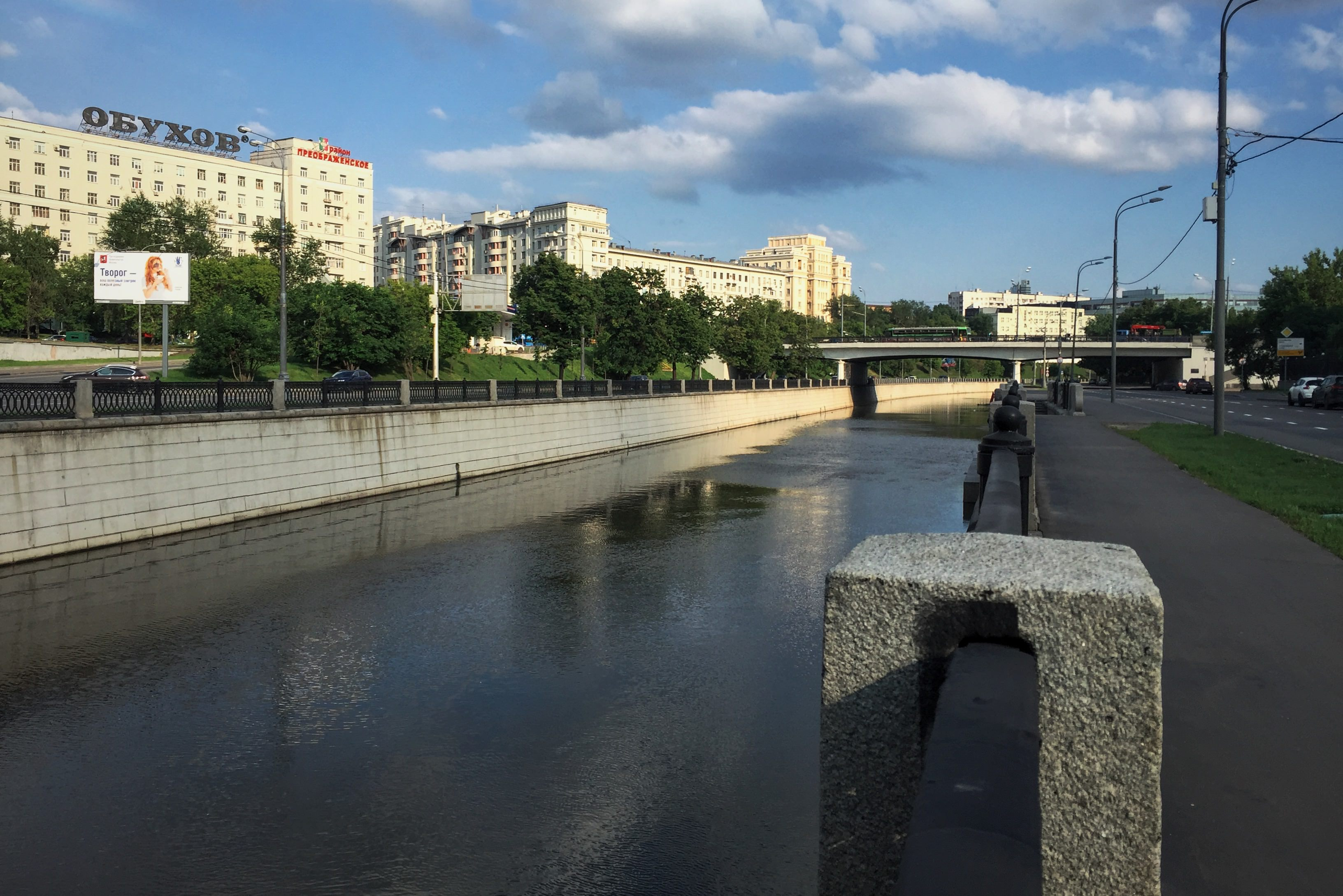
Русаковская набережная (прямо)

Русаковская набережная является продолжением Рубцовской за Электрозаводским мостом и проходит по правому берегу вверх по течению Яузы и переходит в проспект Ветеранов. Слева к ней примыкают Рубцовско-Дворцовая улица, Большой Матросский переулок, Стромынка и Олений Вал. Улица Олений Вал за Глебовским мостом переходит в Преображенский вал. Напротив находятся Преображенская и набережная Ганнушкина.

## Здания и сооружения

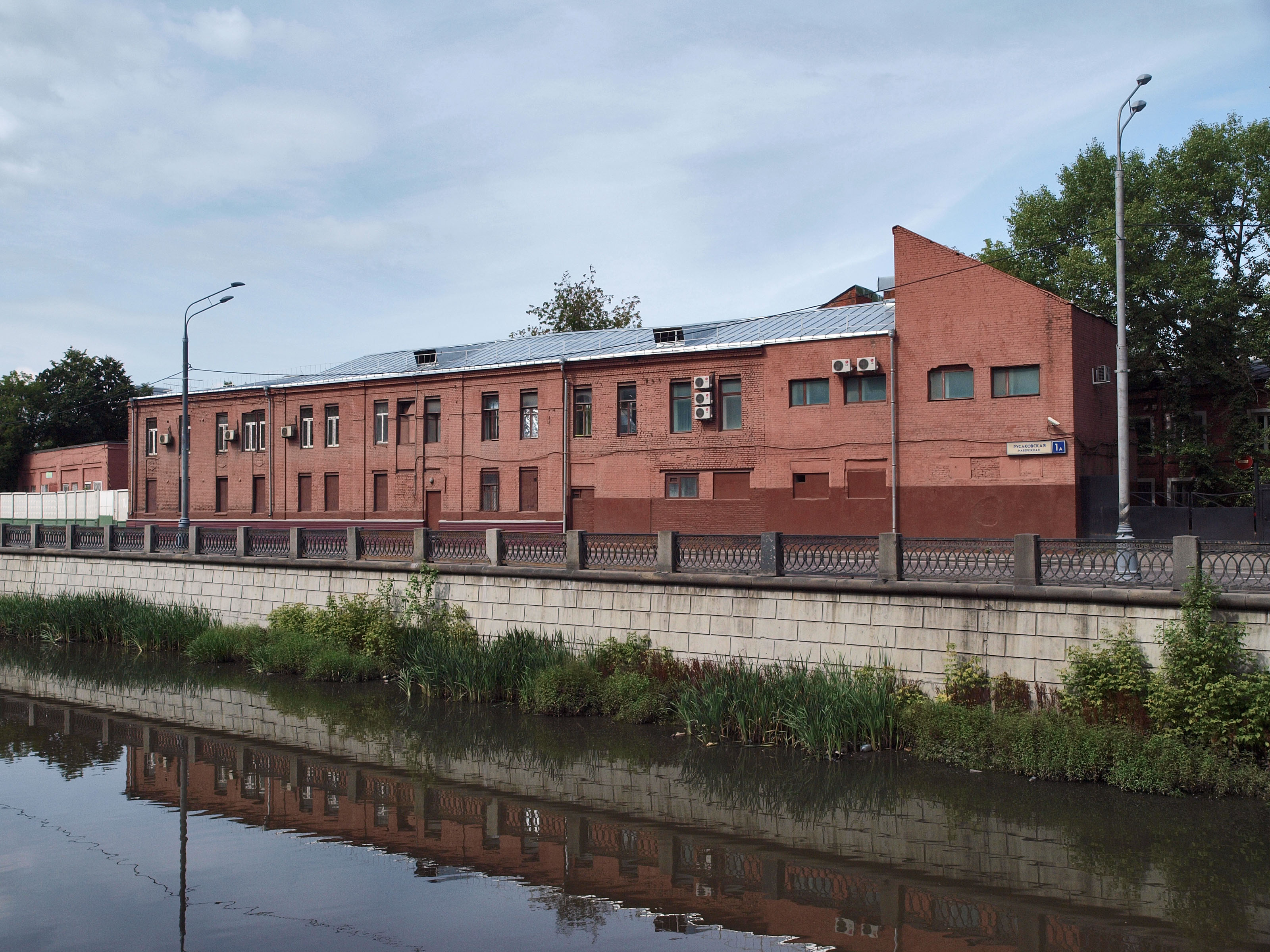
Дом 1. Трамвайное депо имени Русакова.

- № 1 — Трамвайное депо имени Русакова
- № 1c3 — кирпичное здание, своим углом выдвигается на проезжую часть Русаковской набережной;  частично перекрывает дорогу (одну полосу) и полностью прерывает в этом месте тротуар.